# تومي لوغان
تومي لوغان (بالإنجليزية: Tommy Logan)‏ (17 أغسطس 1888 في المملكة المتحدة - 1 يناير 1960) هو لاعب كرة قدم بريطاني (وحمل سابقاً جنسية المملكة المتحدة لبريطانيا العظمى وأيرلندا) في مركزي قلب الدفاع والدفاع. شارك مع منتخب اسكتلندا لكرة القدم. أما مع النوادي، فقد لعب مع تشيلسي ونادي فالكيرك ورابطة كرة القدم الاسكتلندية الحادية عشر ‏.

## وصلات خارجية
- تومي لوغان على موقع قاعدة بيانات كرة القدم.إي يو (الإنجليزية)